# 탐색재
경제학에서 탐색재(探索財)는 특징과 특성이 구매 이전에 쉽게 측정되는 재화나 용역이다. 필립 넬슨이 구별한데 따르면, 탐색재는 경험재와는 다르다. 
탐색재는 소비자들이 다른 상점의 제품과 비교하여 가격을 쉽게 판별할 수 있기 때문에 가격 경쟁에 더 민감하다. 브랜드와 상세한 제품 설명은 제품을 경험재에서 탐색재로 바꾼다.

## 출전
- Luis M. B. Cabral: Introduction to Industrial Organisation, Massachusetts Institute of Technology Press, 2000, page 223. ISBN 0-262-03286-4
- Philip Nelson, "Information and Consumer Behavior", 78 Journal of Political Economy 311, 312 (1970).